# Pascual Pérez
Pascual Nicolás Pérez, soprannominato Pascualito (Rodeo del Medio, 4 marzo 1926 – Buenos Aires, 22 gennaio 1977), è stato un pugile argentino.
Fu un pugile argentino, considerato insieme a Carlos Monzón e Nicolino Locche il migliore pugile di ogni tempo del Paese sudamericano.
Tra i dilettanti fu campione olimpico dei pesi mosca alle Olimpiadi di Londra del 1948.
Tra le file dei professionisti, fu campione del mondo dei pesi mosca dal 1954 al 1960. Difese vittoriosamente il titolo per 9 volte.
La International Boxing Hall of Fame lo ha riconosciuto fra i più grandi pugili di ogni tempo. Nel 1975 e nel 1994 la rivista The Ring lo ha collocato rispettivamente al 6º e al 3º posto in una propria classifica dei migliori pesi mosca della storia del pugilato.

## Gli inizi
Pascual Pérez nacque da una famiglia di contadini, coltivatori di vite, nella valle del fiume Tupungato, nella zona di Rodeo Medio della provincia di Mendoza.
Era il minore di nove fratelli ed iniziò a lavorare nei campi con il resto della famiglia fin da giovanissimo.
Nel 1942, a 16 anni, iniziò a praticare la boxe presso il Deportivo Rodeo de la Cruz diretto da Felipe Segua, dimostrandosi in breve dotato di grandi capacità e di un pugno potentissimo, inconsueto tra i pugili delle categorie più leggere.
Benché fosse mancino, assumeva con naturalezza la posizione di guardia di un destro.
La sua altezza, che da adulto raggiunse 152 cm, era più bassa della media della categoria dei pesi mosca, in cui rientrava.
Felipe Segua ricorda così le sue prime impressioni:
()
Debuttò come dilettante nel gennaio del 1944, e come tale disputò 125 incontri, vincendo 16 tornei, tra cui quello dei Giochi Olimpici di Londra del 1948, dove vinse l'oro nella categoria dei pesi mosca.
Il primo torneo che vinse fu il Campionato Mendocino dei Novizi, nel marzo del 1944, due soli mesi dopo il debutto.
Lo stesso anno, la Federazione pugilistica di Mendoza dovette pagare al padre di Pérez la somma necessaria per assumere un contadino che potesse sostituire Pascual nella vigna, come condizione perché, come esercente la patria potestà, secondo le norme allora vigenti in Argentina, concedesse l'autorizzazione al figlio per praticare il pugilato.
I genitori di Pérez mantennero una considerazione poco benevola verso l'inclinazione alla boxe del figlio, che era arrivato ad iscriversi con il nome di Pablo Pérez per non essere scoperto.
Nel 1946 e 1947, Pascual Pérez vinse i campionati mendocino, argentino e latinoamericano, e nel 1948 trionfò nel torneo di selezione della squadra olimpica argentina, che nei Giochi dal 1924 al 1936 aveva vinto 15 medaglie, 5 delle quali d'oro.

## Medaglia d'oro Olimpica a Londra (1948)

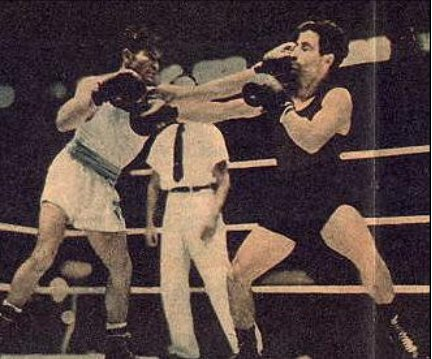
Pascual Pérez (pantaloncini bianchi) contro Spartaco Bandinelli, nella finale per l'oro dei Giochi Olimpici di Londra 1948.

Pérez non aveva mai combattuto fuori dal Sudamerica e, nonostante i suoi precedenti fossero rispettabili, il favorito per la medaglia d'oro dei mosca era lo spagnolo Luis Martínez Zapata, campione europeo.
Pérez affrontò nel primo combattimento il filippino Ricardo Adolfo, battendolo per KOT al 2º round. Negli ottavi di finale affrontò il sudafricano Desmond Williams, che batté ugualmente per KOT al 3º round. Nei quarti di finale batté ai punti il belga Alex Bollaert e nelle semifinali il ceco František Majdloch.
Nella finale, Pérez dovette affrontare l'italiano Spartaco Bandinelli, allora ventottenne, che aveva battuto a sorpresa nei quarti di finale il favorito Martínez Zapata. Già nel 1º round Pérez impose il suo stile aggressivo, contenendo l'offensiva iniziale dell'italiano e facendolo retrocedere con una serie di colpi, tra cui un potente diretto destro che lo fece sedere sulla seconda corda sul finire del round.
Il 2º round fu molto intenso, con Bandinelli che mostrava il proposito di recuperare punti e Pérez che rispondeva colpo su colpo, utilizzando la propria maggiore mobilità per colpire con il destro e approfittando della tendenza di Bandinelli ad utilizzare il guanto aperto.
Nel 3º round Pérez attaccò fin dall'inizio con una successione di diretti con ambo le mani che colpirono Bandinelli. Poi l'Argentino contenne il contrattacco dell'Italiano, fermandolo con un uppercut, per terminare con i entrambi i contendenti che si scambiavano colpi a centro ring.
Félix Frascara, inviato della rivista El Gráfico concluse nel modo seguente il suo articolo sulla partecipazione di Pascual Pérez a Londra nel 1948:
()
Accadde un fatto curioso: Pascual Pérez fu squalificato al momento della registrazione degli atleti, quando il peso gallo (fino a 54 kg) Arnoldo Parés procedette ad eseguire la propria. Gli organizzatori confusero i cognomi dei due pugili e attribuirono il peso di Parés a Pérez, causando la squalifica di quest'ultimo per aver superato il limite di peso dei mosca (fino a 51 kg). Dopo aver chiarito lo scambio, la squalifica fu ritirata.
Pérez fu ricevuto a Mendoza come un eroe. L'amministrazione della provincia gli regalò una casa e gli offrì un lavoro.
Nel torneo di selezione dei pugili argentini per i Giochi Olimpici di Helsinki del 1952, Pérez perdette ai punti con un verdetto discusso contro Francisco Calvagno, venendo eliminato. Il rappresentante argentino fu allora Alberto Barenghi, quien fue eliminado en el primer che fu messo fuori gioco al primo incontro. L'eliminazione convinse Pérez a passare al professionismo. Due anni dopo divenne il primo pugile campione mondiale dell'Argentina, e uno dei più importanti della storia del pugilato. Il suo ultimo incontro da dilettante avvenne il 14 novembre del 1952, al Club Franja de Oro, dove batté ai punti in 5 round Pablo Rapretti.

## La carriera di professionista
La carriera professionale di Pérez iniziò nel 1952 e fu seguita da Lázaro Koci, uno dei maggiori organizzatori argentini dell'epoca.
Pérez vinse i primi 18 incontri per KO, con incontri che avevano una durata media di 3 round. Solo al 19º match un avversario, Juan Bishop, riuscì a rimanere in piedi fino al termine dell'incontro.
L'11 novembre 1952, al Luna Park di Buenos Aires, divenne campione argentino dei pesi mosca, battendo per KOT al 4º round Marcelo Quiroga.
Pascualito vinceva quasi tutti i suoi incontri prima del limite, fatto inconsueto tra i pesi mosca, e in poco tempo non ebbe più rivali in America Latina. "Non solo boxa come un dio, picchia anche con la potenza di un toro", scrisse una rivista dell'epoca.
L'ambasciatore argentino in Giappone, Carlos Quiróz, su indicazione dell'allora presidente Juan Domingo Perón, prese contatti per organizzare un match a Buenos Aires contro il campione mondiale, il giapponese Yoshio Shirai.
L'incontro venne disputato al Luna Park il 24 luglio 1954, alla presenza del presidente Perón, seduto a bordo ring, e terminò con un pareggio.
Si trattò di un avvenimento straordinario nel Paese, perché per la prima volta un pugile professionista argentino combatteva un incontro per il titolo mondiale senza essere sconfitto.
L'esito dell'incontro costrinse Yoshio Shirai a concedere una rivincita a Pérez.

### Il titolo mondiale dei pesi mosca

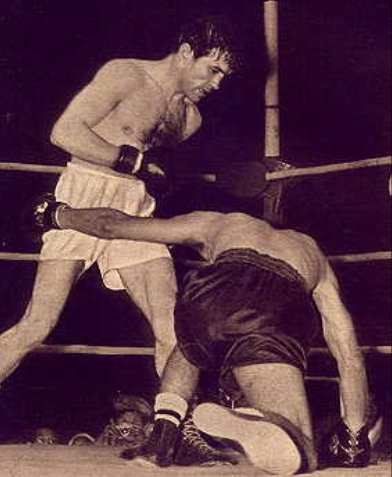
26 novembre 1954: Pascual Pérez atterra il campione del mondo Yoshio Shirai ed è il primo Argentino a conquistare un titolo mondiale di boxe.

Quattro mesi dopo il pareggio di Buenos Aires, Pascual Pérez e Yoshio Shirai si incontrarono di nuovo con il titolo mondiale in palio allo Stadio Korakuen di Tokyo, il 26 novembre 1954.
Vinse l'argentino ai punti, con verdetto unanime e con ampio margine, dopo aver atterrato l'avversario nel 2º e nel 12º round. Al termine di quest'ultima ripresa Yoshio Shirai tornò al proprio angolo quasi groggy. Nel 13º round, Pérez tornò a colpire duramente Shirai, che si trovò al limite del KO. Al termine il punteggio a favore dell'argentino fu: arbitro Jack Sullivan, 146-139, giudice Bill Pacheco, 143-139, giudice Kuniharu Hayashi, 146-143. Pascualito divenne così il pugile più piccolo a vincere il titolo dei pesi mosca.
Il trionfo di Pascual Pérez ebbe un enorme eco in Argentina, nonostante Pascualito non avesse un carisma che gli consentisse di diventare un idolo popolare, come era stato in passato Justo Suárez, o come lo sarebbe stato Carlos Monzón, in futuro. Pérez era il primo campione mondiale argentino di pugilato, una delle tre discipline sportive più importanti del Paese, con il calcio e l'automobilismo. D'altra parte, Pascual Pérez, simpatizzante peronista, dedicò la vittoria al presidente Perón, dallo stesso ring e attraverso la radio, chiudendo la dedica con le parole: "Missione compiuta, mio Generale!". Lo stesso Perón lo ricevette all'aeropuerto de Ezeiza, quando il pugile tornò dal Giappone dopo la vittoria.

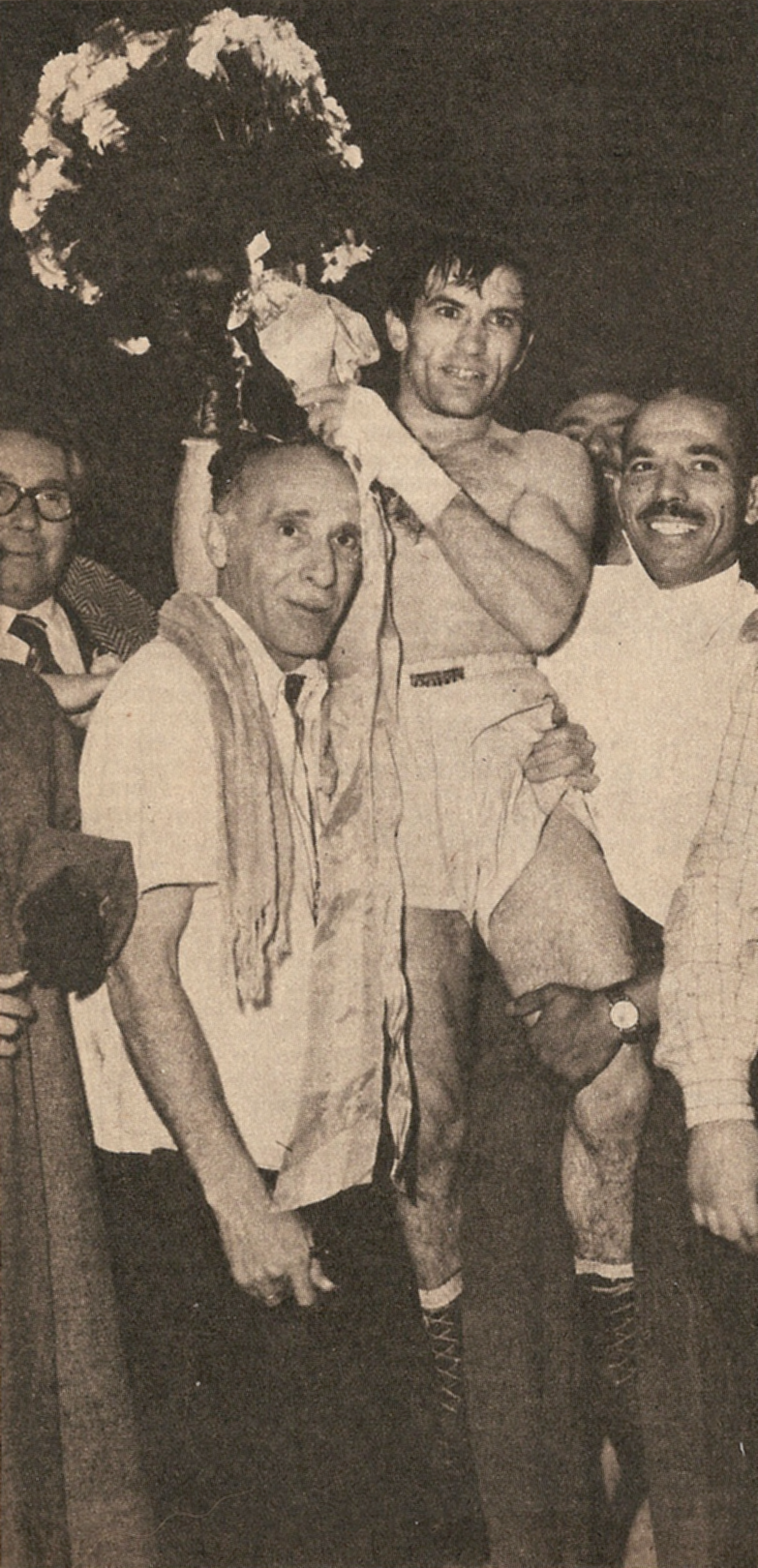
Pascual Pérez dopo aver vinto il titolo mondiale. Alla sinistra, Felipe Segura, suo allenatore.

Perez y Shirai si confrontarono di nuovo il 30 maggio 1955 nella prima difesa del titolo, di nuovo a Tokyo. Questa volta l'argentino vinse per KO al 5º round, quando era già ampiamente in vantaggio sui cartellini dei giudici.
Nei sei anni che seguirono, Pérez disputò 30 incontri, di cui 8 per la difesa del titolo e uno nel tentativo di riconquistarlo.
Il 16 gennaio 1959 a Tokyo, Pérez perdette il suo primo incontro da professionista, contro il giapponese Sadao Yaoita, campione d'Asia-Pacífico (OPBF), in un incontro in cui non era in gioco il titolo mondiale.
Fino a quel momento, in 8 anni di carriera da professionista, Pérez era imbattuto, con 51 incontri vinti, di cui 37 per KO, e 1 incontro pari. Pérez concesse allora a Yaoita un'opportunità per il titolo, che si concretizzò il 5 novembre dello stesso anno a Osaka, in un incontro durissimo che l'argentino vinse per KO al 13º round. L'inizio, per Pérez, fu drammatico, perché Yaoita lo mise subito in difficoltà, atterrandolo al 2º round.
L'argentino recuperò un certo vantaggio sui cartellini dei giudici e, giunto al 13º round, atterrò Yaoita due volte, la seconda definitivamente.
In quel momento Pérez era in leggero vantaggio ai punti, con i seguenti cartellini: arbitro Juan Notari, 118-112; giudice Nat Fleischer, 115-113; giudice Kuniharu Hayashi, pari 117-117. Pérez aveva ormai 33 anni, e l'età incominciava a pesare.
Il 16 aprile 1960, allo Stadio Lumpinee di Bangkok, (Thailandia), incontrò il thailandese Pone Kingpetch (24 anni), campione d'Asia-Pacifico (OPBF), che lo batté ai punti con un verdetto non unanime.
Contrariamente a Pérez, Kingpetch era un peso mosca gigante, con un'altezza di 170 cm (una differenza di 18 cm), vantaggiò che si rivelò decisivo. L'incontro ebbe un inizio duro, "colpo su colpo", dettato da Pérez, secondo il suo stile, con i due pugili che si alternavano a comandare il match.
La potenza dell'argentino ebbe la meglio verso la metà dell'incontro, quando aprì una profonda ferita sopra all'occhio destro del thailandese, che sanguinò fino alla fine.
Nel 10º round, l'angolo di Kingpetch decise di cambiare strategia, cercando di far trarre maggior vantaggio al pugile thailandese della propria altezza e del maggiore allungo.
()
L'incontro fu molto serrato e combattuto fino alla campana finale. I cartellini dei giudici furono i seguenti: arbitro Lorenzo Torreoalba, Pérez per 145-143; giudice Wong Hiranyalekha, Kingpetch per 148-137, giudice Nat Fleischer, Kingpetch per 146-140. A 34 anni d'età e con un verdetto diviso, Pascualito aveva perso il titolo e non l'avrebbe più riconquistato.
Il 22 settembre 1960, all'Olympic Auditorium di Los Angeles (California), si disputò la rivincita.
In questa occasione Kingpetch si impose perentoriamente, vincendo con un KO all'8º round, il primo subito da Pérez in tutta la carriera.

### Ultimi incontri
Dopo aver perso il titolo, Pascual Pérez proseguì a boxare per alcuni anni.
Tra il 1961 e il 30 aprile 1963, disputò 28 incontri, vincendoli tutti, 20 dei quali prima del limite.
Il 30 aprile 1963 fu battuto a Manila, con verdetto non unanime, dal filippino Leo Zuleta. La sconfitta segnò la fine della sua carriera.
Da quel momento disputò altri 5 incontri, perdendone 3, il penultimo dei quali contro l'allora ancora giovane pugile messicano e futuro campione mondiale Efren el Alacrán Torres, che lo mise KO al 3º round.
L'ultimo incontro di Pascualito, a 37 anni, fu contro il panamense Eugenio Hurtado, che lo batté per KOT al 6º round il 15 marzo 1964.

## Vita dopo la boxe

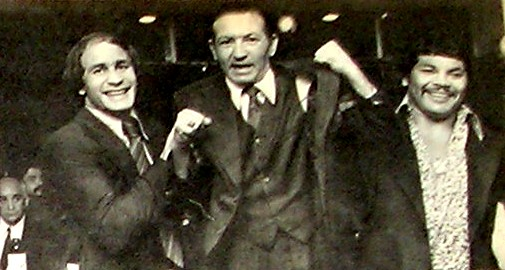
10 dicembre 1976: Pascual Pérez, al Luna Park, sollevato da altri due campioni mondiali argentini, Miguel Ángel Castellini e Víctor Galíndez. È la sua ultima foto pubblica, a poco più di un mese dalla morte.

Già prima di ritirarsi, Pérez era cosciente dell'effetto che la sconfitta e il ritiro avrebbero avuto sull'opinione pubblica. Nel 1960, dopo aver perso il titolo, Pascualito rispose così alla domanda di un giornalista:
()
Perez si era sposato, mentre era campione del mondo, con Herminia Ferch, da cui ebbe due figli maschi, Pascual e Miguel Angel. Nel 1959, tuttavia, patì un doloroso divorzio che gli scatenò un processo di acuta depressione, che ebbe ripercussioni decisive nelle sconfitte che lo portarono a perdere il titolo. Nel 1970 si risposò con Selva Argentina Céliz, con cui visse fino alla morte.
Dopo il ritiro dalla boxe, Pascual Pérez si ritrovò senza risparmi e senza proprietà, in gran parte per essere stato ingannato dai suoi procuratori, e dovette tornare a lavorare come impiegato pubblico al Ministero degli Interni. Alcune cronache giornalistiche hanno sostenuto che dovette anche vendere giornali e fare il lustrascarpe nella calle Corrientes. Dimenticato dai mezzi di comunicazione, le persone che lo frequentarono negli anni sessanta e settanta lo ricordano come una persona gentile e solidale, chitarrista appassionato di canzoni del folklore di Mendoza. Il mondo della boxe era solito chiamarlo alle presentazioni degli incontri importanti, prima dei quali saliva sul ring ed era acclamato dalla folla.
Il giornalista sportivo Enrique Romero, ricorse al seguente dialogo immaginario per riferirsi agli ultimi anni di vita di Pascual Pérez:
Morì relativamente giovane, all'età di 50 anni, il 22 gennaio 1977, alle 14:45, in conseguenza di una insufficienza epatica-renale, nella Clínica Cormillot; il rapporto medico fu firmato da Alberto Cormillot, noto medico argentino.
Pascual Pérez fu vegliato quella stessa notte nella palestra del Luna Park, lo stesso luogo in cui disputò il suo primo incontro con Yoshio Shirai.
Il giorno seguente una folla partecipò alla sua sepoltura nel Cementerio de la Chacarita, aspettando per più di nove ore che arrivasse l'impresa di pompe funebri, che rifiutò di trasportare i suoi resti fino a che familiari e amici non ebbero completato il pagamento dei 3.500 dollari di costo del servizio. Fu sepolto nel Panteón de la Casa del Boxeador. Uno di quelli che parlarono davanti alla sua tomba fu Delfo Cabrera, suo compagno nella delegazione olimpica argentina del 1948 e anche lui medaglia d'oro, nella maratona, che disse, allora:
()

## Riconoscimenti alla memoria
Nel 1955 gli fu conferito il Premio Olimpia de Oro.
Nel 1977 la rivista Ring Magazine lo incluse nella prima Hall of Fame della boxe.
Nel 1995 la International Boxing Hall of Fame fece la stessa cosa, riconoscendolo tra i migliori pugili di ogni tempo insieme ai connazionali Carlos Monzón, Nicolino Locche e Víctor Galíndez.
En 2004 fu dichiarato campione sudamericano d'ufficio dalla Federazione Sudamericana della Boxe.
Il Palazzo della Boxe di Mendoza, della Federazione Pugilistica di Mendoza, riaperto nel 2007, porta il nome di Estadio Pascual Pérez, in sua memoria.
Nel 1954, Rafael Lauría (parole), Héctor Mauré e Sergio Gasparini (musica) composero un tango, dedicato "Al gran campeón", inciso da Héctor Mauré, le cui parole dicono:
(Al gran campeón (tango))
Il noto giornalista dominicano Chon Romero ha citato Pascual Pérez nel modo seguente:
Fu un pugile che tirava pugni da campana a campana, forse il pugile con la maggior coscienza del fatto che nel pugilato si vince tirando pugni. La sua piccola statura, (meno di 5 piedi), non lo ostacolò, perché le sue braccia bioniche e la volontà d'acciaio lo mantennero quattro anni campione del mondo dei mosca, nella migliore epoca di questa categoria., "¡Pascual Pérez, pequeño y gigante sostenedor!", por Chon Romero.